# Rosa na kolejích (píseň)
Rosa na kolejích je píseň českého folkového písničkáře Stanislava Wabi Daňka, která dala jméno jeho pozdějšímu debutovému albu.

## Vznik
V 70. letech 20. století se Wabi Daněk stal zpěvákem a autorem trampské skupiny ROSA z Gottwaldova. Daněk měl dle svých slov neodbytnou myšlenku, že by skupina měla mít svoji znělku. V knize narazil na slova indiánského náčelníka Seattla, která údajně pronesl na adresu přistěhovalců ve své řeči či dopise určené vládě USA:
Tak jako jazyk stále naráží na vylomený zub, tak i my neustále narážíme na porušování našich práv bělochy.
náčelník Seattle
Ač existují pochyby o autenticitě výroku náčelníka, stejně jako o přesném znění, samotný příměr se Daňkovi líbil a vypůjčil si jej, aby následně vznikla píseň během necelé hodiny. V rozhovoru pro Reflex vzpomínal na inspiraci beznadějným pohledem z vlaku na opuštěnou vechtrovnu před zastávkou Pardubice a strach, že by jednou mohl takto skončit. Autor přiznal, že po letech zjistil podobnost úvodního kytarového riffu s písní Pramínek vlasů Jiřího Suchého, ale podobnost byla nevědomá.
Text písně popisuje pocity trampa, který se opakovaně vrací k železničnímu nádraží, aby od něj vandroval a poznával svět. Přibližuje putování po cestách i po kolejích, na kterých tramp stírá bosýma nohama ranní rosu.

## Hymna
Skladba se stala natolik populární, že trampové při jejím hraní ji po určité období vzdávali hold v pozoru, na plzeňské Portě vstávalo i 30 tisíc lidí najednou. Této úcty se skladbě již v současnosti nedostává, ale Rosa na kolejích je médii často označována za neoficiální trampskou hymnu, byť je po druhé světové válce za trampskou hymnou považována Vlajka vzhůru letí od bratrů Kordových.

## Jiné verze
V roce 1983 nazpívala píseň živě skupina Spirituál kvintet, vyšla na albu 20 let. Jiná verze téže skupiny je na záznamu 35 let na cestě. V roce 1987 nazpívali píseň živě Brontosauři. Všechny tyto verze jsou spojeny s osobami bratří Nedvědů. Dále píseň vyšla v různých interpretacích na mnoha výběrových albech české trampské hudby.

### Parodie
Píseň se dočkala mnoha parodií:
- Prsty mě bolejí
- Nohy na kolejích
- Rosák na kolejích
- Koza na oleji
- Hovno na koleji
- Rosa u zubaře (Michal Žralok Čech)[9]

Poslední zmíněnou skladbu o návštěvě zubaře si Wabi Daněk oblíbil a občas hrál na svých koncertech.

## Ocenění
- 1974 – 2. místo v autorské soutěži na Portě ve Svitavách.[3]
- 2000 – Trampský hit století[3]